# Howard Crook
Pour les articles homonymes, voir Crook.
Howard Crook, né à Rutherford (New Jersey) le 15 juin 1947 et mort le 27 août 2024, est un ténor américain spécialiste du répertoire baroque.

## Biographie
Howard Crook obtient un master en musique à l'université de l'Illinois. Il s'établit aux Pays-Bas puis en France au début des années 1980.
Il travaille dans le monde du théâtre pendant quelques années avant de devenir chanteur professionnel.
Il se spécialise en musique ancienne et chante et enregistre avec les plus grands dirigeants : Philippe Herreweghe, William Christie, John Eliot Gardiner, Trevor Pinnock, Marc Minkowski...
Sa carrière connaît son envol en 1981 sous la direction de Philippe Herreweghe, au sein de La Chapelle royale et du Collegium Vocale de Gand, avec lesquels il interprète principalement le répertoire de Jean-Sébastien Bach, avec quelques incursions dans le répertoire de Marc-Antoine Charpentier, Henry Du Mont, Jean-Baptiste Lully, Heinrich Schütz, Jean Gilles…
Il collabore également avec l'ensemble Les Arts florissants dirigé par William Christie, dans un répertoire orienté vers l'opéra : Castor et Pollux et Les Indes galantes de Jean-Philippe Rameau…
Il enseigne le chant baroque au Conservatoire national de région (CNR) de Paris.
Howard Crook meurt le 27 août 2024 à l’âge de 77 ans.

## Discographie

### Sous la direction de Philippe Herreweghe
- 1981 : Motets pour la Chapelle du roy de Henry Du Mont (Chapelle Royale)
- 1985 : Grands Motets de Jean-Baptiste Lully (Chapelle Royale)
- 1985 : Matthäus Passion BWV 244 de Jean-Sébastien Bach (Chapelle Royale, Collegium Vocale)
- 1987 : Musikalische Exequien de Heinrich Schütz (Chapelle Royale)
- 1987 : Vespro della Beata Vergine de Claudio Monteverdi (Chapelle Royale, Collegium Vocale, Saqueboutiers de Toulouse)
- 1988 : Johannes Passion BWV 245 de Jean-Sébastien Bach (Collegium Vocale, Orchestre de la Chapelle Royale)
- 1989 : Weihnachts Oratorium BWV 248 de Jean-Sébastien Bach (Collegium Vocale)
- 1990 : Cantates Ich Hatte viel Bekümmernis BWV 21 et Am Abend aber desselbigen Sabbats BWV 42 de Jean-Sébastien Bach (Chapelle Royale, Collegium Vocale)
- 1990 : Magnificat BWV 243 de Jean-Sébastien Bach (Chapelle Royale, Collegium Vocale)
- 1990 : Requiem de Jean Gilles (Chapelle Royale)
- 1992 : Cantates BWV 131, 73 et 105 de Jean-Sébastien Bach (Collegium Vocale)
- 1993 : Cantates BWV 39, 93 et 107 de Jean-Sébastien Bach (Collegium Vocale)

### Sous la direction de William Christie
- 1990 : Le Malade Imaginaire H 495 de Marc-Antoine Charpentier
- 1991 : Les Indes Galantes de Jean-Philippe Rameau, Les Arts florissants
- 1992 : Pygmalion (Pygmalion) de Jean-Philippe Rameau
- 1993 : Castor et Pollux de Jean-Philippe Rameau, Les Arts florissants

### Autres enregistrements
- 1984 : 9 Leçons de Ténèbres, H.120, H.121, H.122, H.123, H.124, H.125, H.135, H.136, H.137; de Marc-Antoine Charpentier, Howard Crook, Luc de Meulenaere, hautes-contre; Jan Caals, Harry Ruyl, ténors; Michel Verschaeve, basse taille; Kurt Widmer, basse; Musica Polyphonica, dir Louis Devos, 2 CD Erato
- 1988 : "Musique pour les funérailles de la reine Marie-Thérèse" de Marc-Antoine Charpentier :
  - In obitum augustissimae nec non Piissimae Galorum Regina lamentum, H.409,
  - Luctus de morte augustissimae Mariae Theresiae regina Galliae H.331,
  - Élèvation H.408,  Howard Crook, Bernadette Dégelin, Diane Verdoodt, Marina Smolders, Zeger Vandersteene, Ludwig Van Gijsegem, Henk Lauwers, Kurt Widmer, Chœur de Chambre de Namur, Musica Polyphonica, dir. Louis Devos. CD Erato
- 1988 : Messiah de Haendel, The English Concert, dir. Trevor Pinnock
- 1988 : 9 Leçons de Ténèbres de Michel Lambert, dir. Ivete Piveteau. 2 CD Virgin Classics
- 1988 : Scylla et Glaucus de Jean-Marie Leclair, Monteverdi Choir,  English Baroque Soloists, dir. John Eliot Gardiner
- 1989 : Solomon de William Boyce, The Parley of Instruments, dir. Roy Goodman
- 2006 : L'Ormindo de Francisco Cavalli, avec Sandrine Piau, Martin Oro, Dominique Visse, Magali Léger, Jean-François Lombard, Stéphanie Révidat, Karine Deshayes, Jacque Bona, Benoît Arnould et Les Paladins, dir. Jérôme Correas, label Pan Classics